# Passeport géorgien
Le passeport géorgien est un document de voyage international délivré aux ressortissants géorgiens, et qui peut aussi servir de preuve de la citoyenneté géorgienne.